# Olaf Kreinsen
Olaf Kreinsen (* 13. Mai 1960 in Gummersbach) ist ein deutscher Regisseur, Autor und Fotograf.

## Karriere
Kreinsen studierte Fim- und Theaterwissenschaft an der Universität Hamburg. Seine Karriere begann er als Kameraassistent und Kameramann, arbeitete dann als Redakteur und Realisateur für TV-Magazine sowie als Regieassistent. Er schrieb Drehbücher und führt seit 1994 Regie bei zahlreichen Fernsehspielen und TV-Serien.
Seit 2004 widmet sich Kreinsen darüber hinaus auch der künstlerischen Fotografie.

## Filmographie (Auszug)
| 2015–2025 | SOKO Donau/Wien (34 Folgen)                               |
| 2017      | Hochzeit in Rom                                           |
| 2013–2015 | Heldt (5 Folgen)                                          |
| 2014      | Einmal Bauernhof und zurück                               |
| 2014      | Lebe lieber italienisch! / La mia bella famiglia italiana |
| 2014      | Sieben Tage Ohne                                          |
| 2009–2012 | SOKO Kitzbühel (9 Folgen)                                 |
| 2011      | Klarer Fall für Bär – Gefährlicher Freundschaftsdienst    |
| 2011      | Die Dienstagsfrauen                                       |
| 2009      | Alle meine Lieben                                         |
| 2009      | Licht über dem Wasser                                     |
| 2008      | Die Versöhnung                                            |
| 2007      | Von Müttern und Töchtern                                  |
| 2006      | Die Familienanwältin (2 Folgen)                           |
| 2005      | Das beste Jahr meines Lebens                              |
| 2005      | Ein Geschenk des Himmels                                  |
| 2003      | Mein Weg zu Dir                                           |
| 2003      | Tatort: Außer Kontrolle                                   |
| 2001      | Heimatgeschichten (1 Folge)                               |
| 2001      | Solange wir lieben                                        |
| 2001      | Die zwei Leben meines Vaters                              |
| 2000      | Die Frau, die einen Mörder liebte                         |
| 1999      | Anwalt Abel (2 Folgen)                                    |
| 1999      | Kommissar Rex (3 Folgen)                                  |
| 1998      | Koerbers Akte: Rollenspiel                                |
| 1997      | Tatort: Mord hinterm Deich                                |
| 1997      | Die Gang (3 Folgen)                                       |
| 1996–97   | Großstadtrevier (5 Folgen)                                |

## Fotografie
| Jahr  | Ausstellung                              | Ort                     | Auszeichnung                                |
| ----- | ---------------------------------------- | ----------------------- | ------------------------------------------- |
| 2023: | State of the art                         | Hamburg                 |                                             |
| 2012: | Px3 Prix de la Photographie              | Paris                   | Bronze Medal Fine-art professionals         |
| 2012: | IPA 2012 International Photography Award | Los Angeles             | Honorable Mention                           |
| 2012: | Lago Silencioso                          | München                 |                                             |
| 2010: | Lago Silencioso                          | Riva del Garda          |                                             |
| 2010: | Diari della terra                        | Palazzo Correr, Venedig | Auszeichnung als bester Fotograf aus der EU |